# Maggie Hemingway
Margaret Joan Hemingway (Orford, 17 marzo 1946 – Londra, 9 maggio 1993) è stata una scrittrice britannica.

## Biografia
È nata a Orford, Suffolk con il nome Margaret Joan Hemingway, ma quando aveva tre anni la sua famiglia si trasferì in Nuova Zelanda, dove trascorse la sua infanzia. Tornata in Inghilterra durante l'adolescenza, ha studiato francese e inglese all'Università di Edimburgo e si è laureata in MA nel 1967.
Poco dopo aver lasciato l'università sposò Michael Dias, dal quale ha avuto due figlie. Il matrimonio si sciolse alla fine degli anni '70 e si trasferì a Londra. Lì ha lavorato nell'editoria, diventando infine Rights Manager per J.M.Dent. Ha scritto poesie e prosa sin dalla giovinezza e nel 1986 ha pubblicato il suo primo romanzo, The Bridge, che ha vinto il Winifred Holtby Memorial Prize (presentato come miglior romanzo regionale dell'anno). Questa storia sul conflitto di un artista tra la sua vita e la sua arte è stata trasformata in un film nel 1992.
I suoi tre romanzi seguenti hanno ricevuto tutti molti consensi dalla critica. Victoria Glendenning ha scritto del suo secondo romanzo, Stop House Blues (1988), che "ha una qualità classica che ne garantirà la sopravvivenza". Il suo terzo, The Postman's House (1991), era basato sulle proprie esperienze in Cecoslovacchia prima della rivoluzione di velluto. Eyes, il suo ultimo romanzo (1993), è anche il suo più sperimentale, in quanto combina quattro storie di omicidi in un unico arco e raggiunge una conclusione agghiacciante. Alla sua pubblicazione i critici misero in luce in particolare i suoi poteri descrittivi, con il Daily Telegraph che insisteva sul fatto che "Il paesaggio è il suo forte. Puoi sentire il suo tempo, annusare la minaccia insita nella sua terra".
Dal 1983 fino alla sua morte partner di Maggie Hemingway è stato il compositore David Matthews, con il quale ha collaborato a tre lavori per voce:
- Cantiga, op.45, per soprano e orchestra (1988);
- From Coastal Stations, op.53, per voce media e pianoforte (1990-1991);
- Pride, per soprano, contralto, tenore e quartetto d'archi (1993).

All'età di 40 anni a Maggie Hemingway fu diagnosticata un'anemia aplastica. Morì a Londra il 9 maggio 1993. David Matthews compose il suo Trio per pianoforte n. 2, op. 61 (1993-1994) in sua memoria.

## Libri
- 'The Bridge' (1986): London (Jonathan Cape), ISBN 0-224-02832-4; New York (Atheneum), ISBN 0-689-11849-X; 2 paperback editions: 1987, London (Pavanne), ISBN 0-330-29715-5, and 1991, London (Sceptre), ISBN 0-340-56533-0.[2]
- 'Stop House Blues' (1988): London (Hamish Hamilton), ISBN 0-241-12266-X; paperback edition: 1989, London (Penguin), ISBN 0-14-010836-X.
- 'The Postmen's House' (1990), London (Sinclair-Stevenson), ISBN 1-85619-009-9; paperback edition: 1992, London (Sceptre), ISBN 0-340-57118-7.
- 'Eyes' (1993), London (Sinclair-Stevenson), ISBN 1-85619-327-6; paperback edition: 1994, London (Sceptre), ISBN 0-340-59913-8.

## Racconti
'Mostly Southend', in Storia 3: Consequences; Pandora Press, 1989, ISBN 0-04-440451-4.

## Saggi
'Look Behind You...', in Violetta and Her Sisters: "The Lady of the Camellias" – Responses to the Myth, ed. Nicholas John (1994); London (Faber and Faber), ISBN 0-571-16665-2